# Tumby Island Conservation Park
Tumby Island Conservation Park är en park i Australien. Den ligger i delstaten South Australia, omkring 230 kilometer väster om delstatshuvudstaden Adelaide. Tumby Island Conservation Park ligger 13 meter över havet. Den ligger på ön Tumby Island.
Trakten är glest befolkad. Närmaste större samhälle är Tumby Bay, nära Tumby Island Conservation Park. Genomsnittlig årsnederbörd är 430 millimeter. Den regnigaste månaden är juni, med i genomsnitt 90 mm nederbörd, och den torraste är oktober, med 9 mm nederbörd.